# 大辺路
大辺路（おおへち）は、熊野三山（熊野本宮大社、熊野速玉大社、熊野那智大社）へ通じる参詣道・熊野古道のひとつ。
国の史跡「熊野参詣道」（2000年〈平成12年〉11月2日指定）の一部として、2002年（平成14年）12月19日に追加指定を受けている。ユネスコの世界遺産『紀伊山地の霊場と参詣道』（2004年〈平成16年〉7月登録）の構成資産の一部。

## 概要

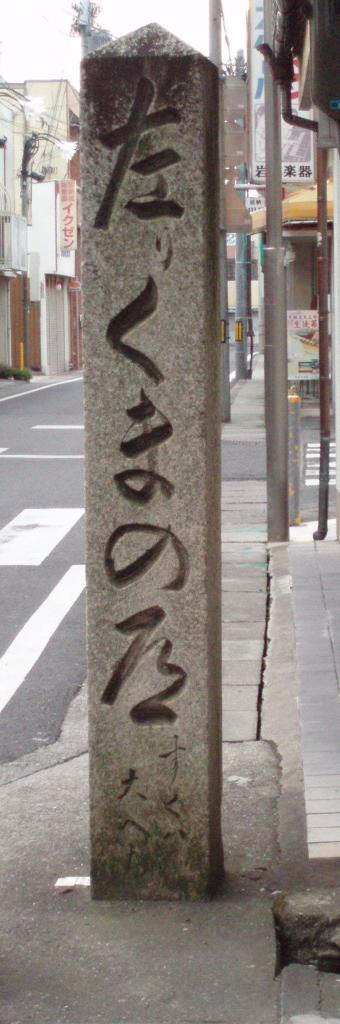
北新町道標

大辺路は、田辺から那智勝浦を結ぶ海辺の道である。他の熊野古道のルートと同じく、途上に厳しい峠道が控えており、富田坂（とんだざか）、仏坂、長井坂などが知られている。これらの峠道は、近代以降の市街化や道路開発を免れた部分が残されており、旧状が比較的よく保たれている。しかし、こうした部分はむしろ例外で、大半の道は市街地や国道に吸収されており、遺されているのは沿道の寺社や碑柱のような遺構が主である。
大辺路の北端は、田辺市北新町にある道標（北新町道標）である。この道標には「左りくまの道」と大書される一方で、「すくハ大へち」（「すく」は「真っ直ぐ」の意）の記はごく小さく、中辺路がメインルートであったことが見てとれる。田辺市街地を抜けた道は富田川下流部沿いに続き、富田川と別れるとただちに最初の難所・富田坂を越え、日置川河畔にたどり着くが、すぐに仏坂が控えている。仏坂を越えてすさみ町側に入り、和深川を渡ると、そこから長井坂である。長井坂を越えて見老津に出てからは、旧道らしい道がまとまってある箇所はしばらく途絶え、断片的な残存箇所が続く。那智勝浦町に入って浦神峠を越えると、終点はもう近い。那智駅にほど近い熊野三所大神社にたどり着くと、振分石（ふりわけいし）と呼ばれる石柱に出会う。この石柱は、大辺路と伊勢路・中辺路の分岐を表すと言われており、大辺路はここに終わる。
難路であったことから、里道を利用したり、海路を経たり、河畔を歩いたりと、代替ルートや派生ルートが多く用いられたと考えられており、さらに消失による分断区間も多いことから、旧道の全容を正確に知ることは難しい。むしろ、一本の道という線としての捉え方よりも、田辺から那智勝浦を結ぶ交通の網ないし帯という広がりを捉える方がよいと考えられる。
紀伊山地南端のうち連なる山々を背に、前面に枯木灘や熊野灘の変化に富む海を望んで、優れた景観を目にすることが出来ることは大辺路の大きな魅力であろう。特に近世の文人墨客の中には、参詣の復路に大辺路をたどった人々がおり、彼らの旅行記を通して、大辺路の往時の姿を知ることが出来る。そこでは、温泉に立ち寄ったり、本地（現在の太地町）の沿岸捕鯨の様子に驚嘆しつつ、探勝を楽しんだ様子が伝えられており、信仰の道にのみにとどまらないルートであることが分かる。

## 歴史
大辺路は熊野古道のなかでも比較的新しいルートであると考えられている。確かな史料の出現は比較的遅く、近世まで待たなければならない。近世における紀州藩の交通整備に助けられて、大辺路の道路は整えられることとなった。だが、近代以降、鉄道と国道の開通に伴って古道はひとたびは忘却されたが、世界遺産の一部として再発見されるに至った。

### 古代・中世
古代・中世の大辺路について分かっていることはほとんどない。新宮の古記録『熊野年代記』は、7世紀後半に3度にわたって天皇の熊野参詣があったとしており、宗教民俗学者の五来重は、それに辺路信仰（へじしんこう）、すなわち、海辺に祭られた神々を巡る信仰の伝承を見ている。しかし、これらは、熊野信仰の広がりという点からすれば不自然であるし、確かな史料の裏づけを欠く点からしても、あくまで仮説の域にとどまる。
もちろん、これらは大辺路の通行を完全に否定するものではない。だが、いずれにせよ、大辺路に関する確かな史料の出現は近世を待たなければならない。

### 大辺路の確立
大辺路の名は近世初期の笑話集『醒睡笑』（1623年,元和9年）にて小辺路とともに難地の道として登場する。同時期の成立と見られる説経節『をぐり』にも大辺路の地名が登場し、難路と述べられている。また、元禄14年（1701年）に中辺路から大辺路を巡った風狂子なる僧が参詣記『熊野独参記』のなかで、大辺路を昔の参詣道であると言及しているほか、西行が塩浦崎の歌を残しており、歌枕にも大辺路に関連する地名が見られる。また、当山派修験（醍醐寺三宝院門跡）の記録からすると室町時代末には開削されていたことは間違いなく、これらから、少なくとも中世末期にはルートが確立し、その名が知られていたことが判明する。
同時期はまた、中辺路・小辺路の称が確立し、それまで紀伊路と一括されていた畿内からの参詣ルートが区分されてゆく時期でもある。これは、中世熊野詣を主導した熊野修験の勢力の衰退と、それに伴う独占的な熊野参詣経営の後退が、参詣ルート管理の弛緩を生じさせた現れと考えられる。

### 近世
大辺路の近世において重要になるのは、行政道路としての利用を念頭に置いた、紀州藩による積極的な交通整備である。すなわち幕府の巡検および藩中枢との往来に備えて、紀州藩は、紀伊半島南部の海岸沿いの道に、馬と人足が常駐する伝馬所や一里塚を整備し、石畳を敷設したのである。こうした整備は紀伊半島南東部に及んだ（伊勢路において江戸道と呼ばれる部分がそれに相当する）が、この一環として大辺路もある程度の整備が施された。
こうした整備を促した公用および準公用の利用について、大辺路に直接関わる部分だけ述べると、紀州藩主（紀州徳川氏）の通行と当山派修験の三宝院門跡による通行がある。まず前者だが、初代頼宣が少なくとも1回、7代宗直が享保7年（1722年）に、10代治宝は寛政6年（1794年）と同11年（1799年）の2度にわたって、それぞれ通過し、8代重倫は天明8年（1788年）に田辺から潮岬までを往還している。後者の当山派修験は、大峯奥駈行の一環として大辺路を通行した。三宝院門跡の大峯奥駈行は17世紀後半から19世紀初めまでに4度行われているが、大辺路を通行したのは3回のみである。門跡通行の際は、一行は徒歩だが、門跡自身は何人もで担ぐ大きな輿に座乗し、行く先々では藩主に準じる接待をすることになっていた。しかしながら、中世熊野詣や西国三十三所巡礼のメインルートであった中辺路などとは事情が異なり、大辺路の旅籠や茶屋は乏しく、あってもせいぜいこうした公用に臨んで仮設されるものばかりであった。そのため、結局これら公用者の接遇に要する負担や費用は沿道の住人に帰されたため、大きな負担となった。
熊野詣に代わって伊勢詣西国三十三所巡礼が盛んになった近世においては、特に立ち寄るべき霊場や聖地があるわけではない大辺路の利用は、参詣の帰路として利用する例、特に文人墨客が訪れる例に集中している。こうした人々は、しばしば大辺路の風光を目当てにしており、巡礼道といいつつも観光的な性格が備わってきたことが分かる。この場合も、上述のような事情から、沿道の住人の世話にならなければならなかった。
このように、大辺路は、紀州藩の街道として整備されはしたものの、街道としての機能は乏しかったため、概して急を要する用務には不向きと見なされていたようである。参詣の復路としての利用や文人墨客の旅路はもちろんだが、紀州藩の公用で利用された例でも、時間に追われずともよい復路にもっぱら適する道として、西向きで通行されていた。

### 近代
このように観光道的な性格を帯びていた大辺路であるが、1880年代末からは、大阪・熱田間を結ぶ汽船が、田辺・周参見・串本・勝浦へ寄港するようになったため、熊野を訪れる旅行者は海路を利用し、大辺路はもっぱら地元の生活道路として利用されるようになった。
さらに、1912年（明治45年）に新宮鉄道が三輪崎 - 勝浦（現在の紀伊勝浦）間に開通したのを始まりに、1933年（昭和8年）には国鉄紀勢西線が紀伊富田から紀伊田辺間で開業し、大辺路の全区間が鉄道で結ばれた。これらは紀勢本線の原型である（全線開通は1959年）。
また、1930年（昭和5年）には田辺・串本間の海沿いに開削された道路を乗合自動車が運行するようになった。この道路は、1945年（昭和20年）、国道41号（丙）に指定された後、数度の変遷を経て、1965年（昭和40年）の道路法改正で一般国道42号線に指定されている。これによって、現在の紀伊半島南西岸の交通網が完成し、大辺路はひとまずは役割を終えた道として、忘却されることとなった。
2004年の世界遺産「紀伊山地の霊場と参詣道」の登録に際しても、上述のような事情から候補リストへの記載が遅れたが、最終的には遺産としての登録がなされ、また、通行可能なように整備が進められた。ただ、旧道のルートが不明なままの区間や埋没したままの箇所もまだまだあるものと見られ、地元ではそれらの区間を再発見する試みも行われ続けている。
2009年2月、JR西日本の観光事業工事によりすさみ町内の長井坂及びその周辺で参道の猪垣が一部破壊された。
JR西日本は指摘されるまで破壊行為に気付かなかった。
完全復旧は不可能の見通し。

## 大辺路の道
田辺市北新町にある道標「道分け石」で大辺路と中辺路に分かれる。「道分け石」からしばらくは市街地を通り、蟻通神社、鬪雞神社、若宮神社、大潟神社、道分け地蔵などがあり、峠越えをして上富田町に至る。上富田町の山王橋を渡って富田川沿いを下流に進むと白浜町富田に出る。

### 富田坂
富田坂（とんだざか）は、白浜町富田（草堂寺付近）から安居（あご）集落までの峠道である。草堂寺の石垣に沿って左折すると拡幅された林道となり、一里松跡や馬谷城跡がある。
林道終点からは「七曲りの坂」と呼ばれる急坂となる。照葉樹林を通る道で白浜から田辺湾にかけての海を眺望できる。途中に峠の茶屋跡（富田坂茶屋跡）があり、登ったところに安居辻松峠（あごつじまつとうげ）がある。
安居辻松峠を越えると日置川に向かって急激な下り坂となっており、日置川河畔の安居集落（西牟婁郡白浜町）の安居の渡しに至る（運航がないときは下流の口ヶ谷橋から迂回する）。
富田坂茶屋跡
幕末から大正期に営業していた茶屋跡で陸奥宗光も訪れたとされる。
安居辻松峠（あごつじまつとうげ）
紀州藩の一里塚の跡地とされ、道の両側に塚が築かれて松が植えられていたと伝えられることから、この名が付いた。
安居集落
かつて安居村（あごむら）と呼ばれ、『紀伊続風土記』にも登場する大辺路の要地であった。大辺路を旅した文人墨客の立ち寄った旧家の屋敷跡がある。

### 仏坂
仏坂（ほとけざか）は、白浜町安居集落からすさみ町を結ぶ峠道である（歩行距離10.8km）。安居の渡し場からスギやヒノキの林を1,700mほど進むと桂松跡（和歌山から約100kmとなる一里塚跡）がある。さらに桂松跡から200m進むと仏坂の茶屋跡があり、ここからは下り坂となって太間川沿いに進むと、すさみ町に降りる。
周参見王子神社
詳細は周参見王子神社を参照

### 長井坂
長井坂（ながいざか、または長柄坂（ながえざか）とも）は、すさみ町口和深から見老津を結ぶ丘陵道である。
すさみ町の中心地を出て枯木灘を望みながら西浜からタオの峠に進む。和深川に沿って進むと和深川王子神社がある。和深川に架かる橋をわたると急な山道となり、登りきると以後は平たんな尾根道（前半は紀勢自動車道のトンネルの上部にあたる）が続く。県道225号との合流区間付近には茶屋の段があり、ここから道を下ると見老津第二踏切に出て見老津駅へと進む。
和深川王子神社
詳細は和深川王子神社を参照
版築
長井坂の尾根道には紀州藩が通行がスムーズになるよう土手状に道を整備した版築（はんちく）がみられる。

## 注
1. ↑  “熊野参詣道”. 国指定文化財等データベース.  文化庁. 2009年6月11日閲覧。
2. ↑  世界遺産登録推進三県協議会、2005、『世界遺産 紀伊山地の霊場と参詣道』、世界遺産登録推進三県協議会（和歌山県・奈良県・三重県）、pp.39,75
3. 1 2 3 4 5  文人墨客の愛した海の熊野古道 大辺路 南紀エリア観光推進実行委員会、2023-12-05閲覧
4. 1 2 3 4 5 6 7  世界遺産 世界遺産大辺路地域協議会、2023-12-05閲覧
5. 1 2 3 4 5  街道マップ大辺路 富田坂 田辺市熊野ツーリズムビューロー、2023-12-05閲覧
6. 1 2 3  街道マップ大辺路 仏坂 田辺市熊野ツーリズムビューロー、2023-12-05閲覧
7. 1 2  近畿自然歩道 17 安居辻松峠越えの道 和歌山県、2023-12-05閲覧
8. 1 2 3 4 5  街道マップ大辺路 長井坂 田辺市熊野ツーリズムビューロー、2023-12-05閲覧